# Guglielmo Caffè
La société Guglielmo Caffè SPA est la leader du café en Calabre. Elle a été fondée en 1943 à Catanzaro par Guglielmo Papaleo mais elle est aujourd'hui tenu par ses neveux. Guglielmo Caffè possède actuellement des filiales à Rome et à Milan et au total dans 9 pays: l'Italie, les États-Unis, le Portugal, la Belgique, l'Allemagne, la République tchèque, la Corée du Sud, la Suisse et la Lettonie. Aujourd'hui, le principal lieu de torréfaction du Guglielmo Caffè se trouve dans le hameau de Copanello.